# Письмо к американским рабочим
«Письмо к американским рабочим» (англ. A Letter to American Workingmen) — произведение В. И. Ленина, написанное 20 августа 1918 года, и впервые опубликованное в № 178 газеты «Правда» за 22 августа того же года.
Представляло собой ответ Ленина на послание участников митинга рабочих города Сиэтла – членов организации «Индустриальные рабочие мира», переправленное в Советскую Россию усилиями нескольких членов команды агитационного парохода Приморской флотилии «Шилка». 
Для доставки в США письмо было передано М. М. Бородину. Ленинский ответ, отпечатанный на тонкой бумаге в нескольких экземплярах, был доставлен в США с помощью нескольких «курьеров». Одним из них был известный американский поэт Карл Сэндберг, знакомый Бородина, получивший в Осло из его рук текст письма вместе с кипой пропагандистской литературы и чеком на 10 тыс. долларов, с просьбой доставить все переданное в Чикаго. В связи с тем, что перед отплытием из Осло Сэндберг сообщил об этой просьбе сотрудникам посольства США, по прибытии корабля в Нью-Йорк пропагандистские материалы, а также денежный чек были отобраны у него представителями властей США. Ленинское письмо было передано Сэндбергом Сантери Нуортэва, сотруднику Русского информационного бюро в США. Другой экземпляр письма, зашитый в специальный пояс, был доставлен в США инженером П. И. Травиным (Слетовым).
Осенью 1919 года Ленин встречался с П. И. Травиным, который рассказал ему о доставке и распространении письма в Америке.
История передачи Травиным письма в США легла в основу киносценария «Курьер Кремля» (СССР, 1967).
«Письмо к американским рабочим» на английском языке было опубликовано (с некоторыми сокращениями) в декабре 1918 года в органах левого крыла Социалистической партии Америки — журнале «Классовая Борьба» (англ. “The Class Struggle”), выходившем в Нью-Йорке, и еженедельнике «Революционная Эпоха» (англ. “The Revolutionary Age”), издававшемся в Бостоне при участии Джона Рида и Сэн Катаямы.
В 1934 году «Письмо» было выпущено в Нью-Йорке отдельной брошюрой, в этом издании оно опубликовано полностью, с включением опущенных при первых публикациях мест.
Вошло в 28-й том 4 издания (44—57) и в 37-й том 5-го издания (с. 48—64) Сочинений Ленина.

## Ленинская характеристика Американской революции и США
Наиболее часто цитируемым отрывком из письма была характеристика Лениным Американской революции и современной ему Америки: «История новейшей цивилизованной Америки открывается одной из тех великих, действительно освободительных, действительно революционных войн, которых было так немного среди громадной массы грабительских войн, вызванных, подобно теперешней империалистской войне, дракой между королями, помещиками, капиталистами из-за дележа захваченных земель или награбленных прибылей. Это была война американского народа против разбойников англичан, угнетавших и державших в колониальном рабстве Америку, как угнетают, как держат в колониальном рабстве еще теперь эти «цивилизованные» кровопийцы сотни миллионов людей в Индии, Египте и во всех концах мира. С тех пор прошло около 150 лет. Буржуазная цивилизация принесла все свои роскошные плоды. Америка заняла первое место среди свободных и образованных стран по высоте развития производительных сил человеческого объединенного труда, по применению машин и всех чудес новейшей техники. Америка стала вместе с тем одной из первых стран по глубине пропасти между горсткой обнаглевших, захлебывающихся в грязи и в роскоши миллиардеров, с одной стороны, и миллионами трудящихся, вечно живущих на грани нищеты, с другой».

## Оценки
- На протяжении всего советского периода ленинское письмо считалось образцом классового подхода к оценке событий и фактов, бесценным вкладом в сокровищницу научного коммунизма, вдохновляющим документом для лагеря прогресса и мира в США.
- Доктор исторических наук Гога Абрарович Хидоятов отмечал, что письмо «сыграло большую роль в изменении общественного мнения в США и активизировало массовое движение в защиту Советской России»[8].

## В искусстве
- «В тот самый день, когда „Марат“ отчаливал, в Вологду пришел очередной номер „Правды“ со статьей Ленина „Письмо к американским рабочим“. Перед отъездом Фролову с трудом удалось, как большую редкость, достать один экземпляр газеты. Статья Ленина оформила, отлила, как отливают в форму металл, все мысли и чувства комиссара. Взволнованный этой статьей, он сидел у себя в каюте и не замечал берега, плывущего перед раскрытым окном» (Николай Никитин, «Северная Аврора»[9]).